# Hippatj
Hippatj är ett naturreservat i Gällivare kommun i Norrbottens län.
Området är naturskyddat sedan 2010 och är 7,3 kvadratkilometer stort. Reservatet omfattar ett skogs- och myrområde med berget Stor-Hippatj i öster. Reservatet består av gran- och sumpskog.  